# M5 Industries
M5 Industries (M5i) — американская компания, специализирующаяся на спецэффектах, расположенная в Сан-Франциско. Основные направления деятельности включают создание оборудования спецэффектов для фильмов, рекламы, покадровой анимации, а также аниматроники. Кроме того, компания занимается разработкой опытных образцов и различными проектами, связанными с показами и демонстрациями.
M5 Industries участвовала в создании многих известных рекламных роликов. К примеру, для 7 UP был создан радиоуправляемый «танк», передвигающийся на гусеницах и стреляющий в людей банками с газировкой, а для Nike — футбольная бутса в натуральную величину с дистанционным управлением, которая могла самостоятельно передвигаться по полю. 
Компания была основана Джейми Хайнеманом, известным также в роли соведущего Адама Севиджа на телепередаче Разрушители легенд канала Discovery. Передача практически полностью снимается в мастерских M5 Industries, и большинство задействованных в ней людей — работники М5.
Название компании — М5 — было дано компании по ошибке (второе слово названия, англ. Industries — «промышленность», распространённая приставка к названиям связанных с промышленным производством компаний). По словам Хайнемана, он создал компанию имея ещё двух компаньонов, и они никак не могли прийти к согласию относительно её названия. Название «М5» предложил Адам Севидж, имея в виду исследовательский центр Британской Секретной Службы Бондианы (на самом деле в Бондиане этот центр назывался Q Branch, а в реальности — MI6).